# 성품성사

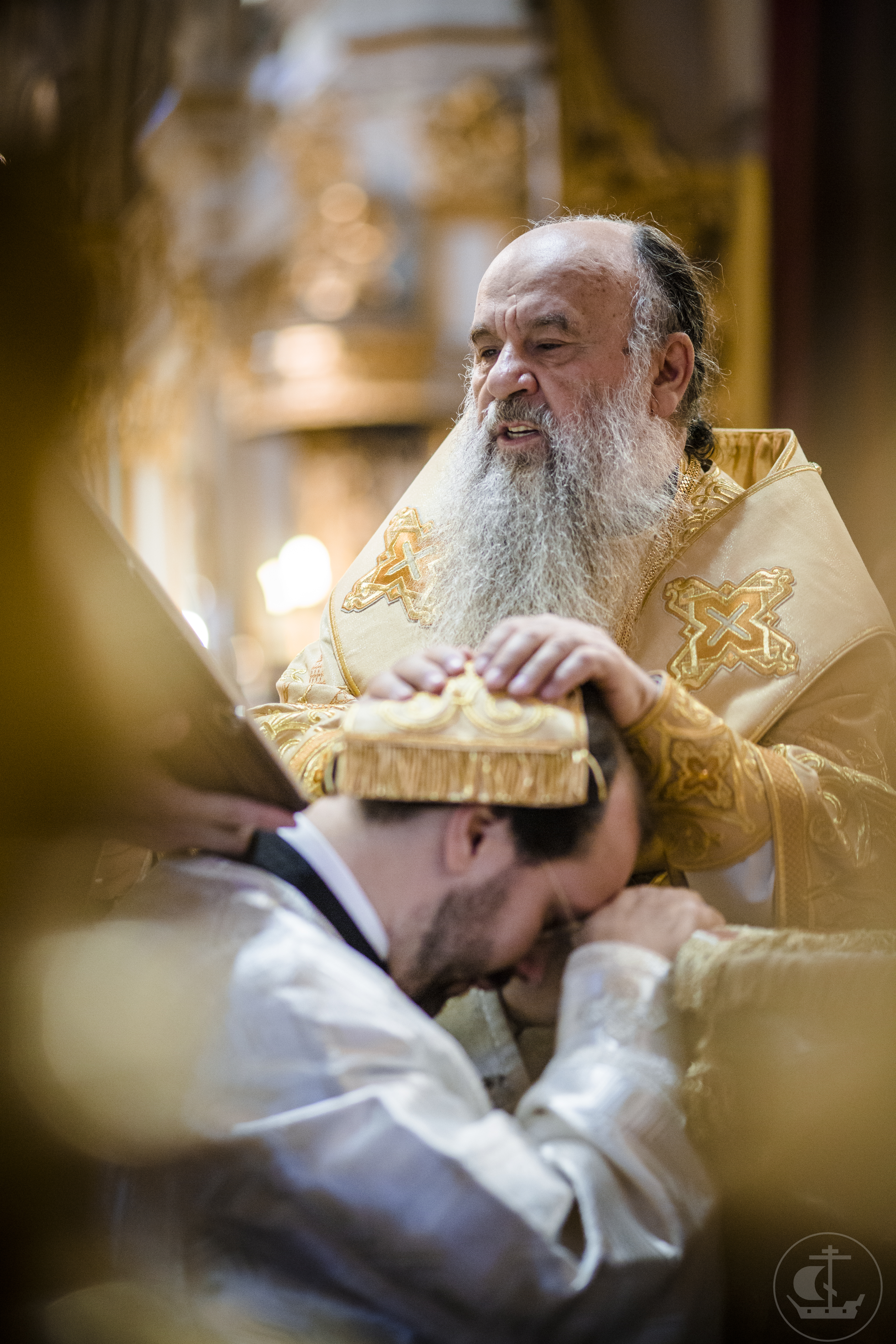

성품성사(聖品聖事, 영어: holy orders)는 기독교에서 사제와 부제에게 교회가 사목(목회)을 맡기는 성사를 말한다. 성품성사는 주교가 집전할 수 있으며, 주교의 임명의 경우, 로마 가톨릭교회에서는 교황이, 동방 정교회에서는 총대주교가 임명하며, 사제는 해당 교구의 주교가 임명한다. 서품을 성사로 보는 교파는 로마 가톨릭교회와 정교회이며, 성공회는 서품을 성사적 예식으로 보아 서품예식이라고 부른다.